# Харинг, Рут
Рут Харинг (англ. Ruth Haring; Ортон (англ. Orton); 23 января 1955, Борн, Массачусетс — 29 ноября 2018, Чико, Калифорния) — американская шахматистка, международный мастер (1977) среди женщин. Деятель американского шахматного движения.
В составе сборной США участница 5-и Олимпиад (1974—1982). Участница межзонального турнира в Росендал в 1976 году.
Президент Шахматной федерации США (2011—2015).

## Изменения рейтинга
| Графики недоступны из-за технических проблем. См. информацию на Фабрикаторе и на mediawiki.org. |